# Kalendarium powstania warszawskiego – 2 września

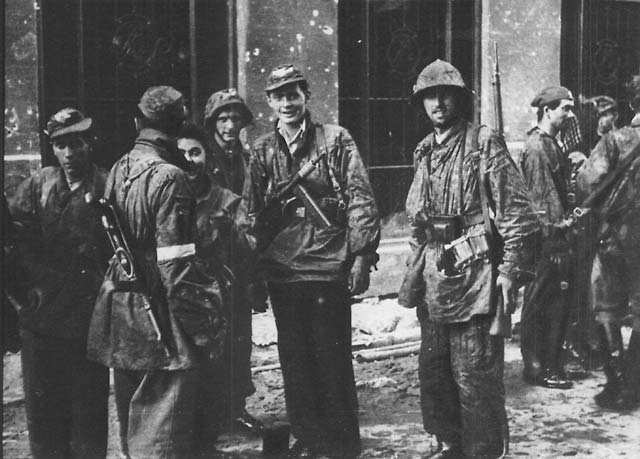
Żołnierze batalionu „Zośka”. Okolice włazu kanałowego przy ul. Wareckiej

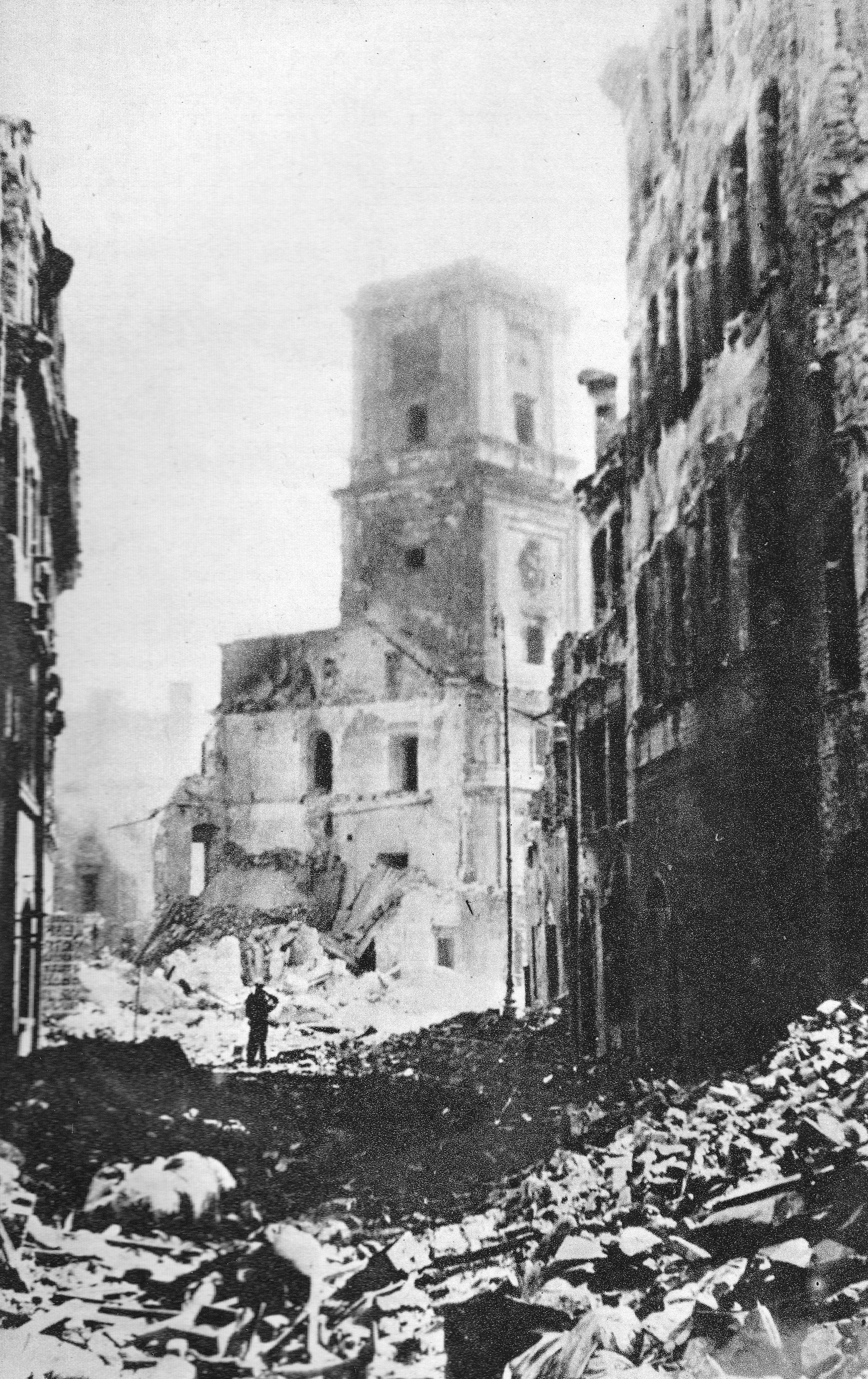
Stare Miasto po kapitulacji. Ulica Świętojańska, widok w kierunku Zamku Królewskiego

## 2 września, sobota
W nocy z 1 na 2 września Niemcy zniszczyli kolumnę Zygmunta.
Kończy się ewakuacja obrońców Starego Miasta. Do Śródmieścia przedostało się kanałami od 4,5 tys. do 5 tys. osób – w większości żołnierzy Armii Krajowej (w tym 1500 uzbrojonych i 3000 nieuzbrojonych). Z kolei na Żoliborz przeszło około 800 ludzi, m.in. żołnierze Armii Ludowej i Żydowskiej Organizacji Bojowej.
We wczesnych godzinach porannych opuszczone przez obrońców ruiny Starówki zajęły oddziały Grupy Bojowej „Reinefarth”. W ich ręce wpadły powstańcze szpitale, w których przebywało wciąż blisko 1500 ciężko rannych żołnierzy (niezdolnych do ewakuacji kanałami) oraz część opiekującego się nimi personelu medycznego. Po kilku godzinach Niemcy przystępują do likwidacji polskich szpitali i punktów sanitarnych. Setki rannych zastrzelono lub spalono żywcem w szpitalach mieszczących się przy ul. Długiej 7 (gmach Pałacu Raczyńskich), ul. Długiej 9, ul. Jana Kilińskiego 1/3, ul. Podwale 25 (podziemia restauracji „Krzywa Latarnia”), ul. Podwale 46 (piwnice domu „Czarny Łabędź”), ul. Freta 10 (gmach Warszawskiego Towarzystwa Dobroczynności), czy w piwnicach kościoła oo. Dominikanów przy ul. Freta. Giną m.in. ranni żołnierze batalionu „Zośka” Stanisław Duszczyk, sanitariuszka Maria Elżbieta Więckowska, Józef Kłosiński, a także Andrzej Englert z batalionu „Miotła”. W szpitalu przy ul. Miodowej 23 rannych powstańców uratowali przed wymordowaniem hospitalizowani tam ranni żołnierze niemieccy. Żołnierze Reinefartha przystąpili jednocześnie do wysiedlania ludności cywilnej. Rannych, chorych, osoby starsze i niedołężne rozstrzeliwano w fabryce Pfeiffera przy ulicy Okopowej. Pozostałych cywilów wśród gwałtów, grabieży i doraźnych egzekucji pędzono w kierunku Woli, a następnie wywożono do obozu przejściowego w Pruszkowie, gdzie po upadku Starówki znalazło się 75 tys. cywilów. Łącznie po upadku Starówki Niemcy zamordowali co najmniej 3 tys. Polaków, w tym blisko 1000 rannych żołnierzy. Według niektórych źródeł liczba zamordowanych mogła nawet sięgać 5 tys. – 7 tys.
Zgrupowanie „Krybar” podejmuje trzecią próbę opanowania kampusu Uniwersytetu Warszawskiego. Mimo wykorzystania przez Polaków dwóch pojazdów opancerzonych – zdobycznego transportera opancerzonego „Szary Wilk” oraz samochodu pancernego „Kubuś” – natarcie zostało odparte. W walce ginie 5–6 powstańców, a 30 zostaje rannych. W ostatniej fazie starcia niemiecki czołg rozbił strzałem z działa pomnik Mikołaja Kopernika przy Krakowskim Przedmieściu.
Tego dnia żołnierze batalionu „Miłosz” zdobyli gmach YMCA mieszczący się przy ul. Konopnickiej. Budynek ten pozostał w polskich rękach do końca powstania.
Opanowanie Sadyby przez nieprzyjaciela. Niemcy mordują rannych i wziętych do niewoli powstańców, jak również kilkuset cywilnych mieszkańców osiedla (zwłaszcza mieszkańców ulic Podhalańskiej, Klarysewskiej i Chochołowskiej). Kilku tysiącom Polaków spędzonym do fortu Dąbrowskiego życie ratuje interwencja niemieckiego generała.
W wyniku zbombardowania domu przy ul. Malczewskiego 3/5, w którym mieścił się punkt sanitarny, zginęło około 150 osób, w tym kierownik punktu Piotr Słonimski i 40 rannych powstańców. Tego dnia polegli także Róża Maria Sapieha, Hanna Bińkowska, Maria Swierczewska, Teresa Krassowska i Władysław Krzysztof Grabiński. Na placu Trzech Krzyży zginął ppor. Edward Fircho (ps. „Leszek”), dowódca kompanii „Ziuk" w batalionie „Miłosz” .
We wszystkich synagogach Wielkiej Brytanii odprawiane zostały modlitwy za wyzwolenie Warszawy, a także polskich Żydów i polsko-żydowskich żołnierzy.
Pojawiły się znaczki pocztowe Harcerskiej Poczty Polowej AK zaprojektowane przez Stanisława Miedzę-Tomaszewskiego.